# Vánoční příběh (film, 1996)
Vánoční příběh (v anglickém originále Holiday Affair) je americká vánoční televizní komedie z roku 1996, kterou natočil režisér Alan Myerson podle příběhu Johna D. Weavera. Jedná se o remake stejnojmenného filmu z roku 1949, ve kterém si zahráli Robert Mitchum a Janet Leighová.

## Obsazení
- Cynthia Gibb jako Jodie Ennis
- David James Elliott jako Steve Mason
- Curtis Blanck jako Timmy Ennis
- Al Waxman jako Mr. Corley
- Tom Irwin jako Paul Davis
- George R. Robertson jako sám sebe
- Patricia Hamilton jako Susan Ennis
- Pam Hyatt jako Emily Chambers